# Pedrera de l'Estrada
La Pedrera de l'Estrada és una antiga explotació d'extracció de pedra i grava per a la construcció del terme municipal de Monistrol de Calders, al Moianès.
Està situada al nord de la masia de la Païssa, a la Carena del Peter, a ponent del Pedregar i a ran del termenal amb el municipi de Calders.
Estigué en explotació poc temps, a la primera meitat del segle xx.